# 안토니오 히메네스 시스타치스
안토니오 히메네스 시스타치스(스페인어: Antonio Jiménez Sistachs anˈtonjo xiˈmeneθ[*], 1970년 10월 12일, 카탈루냐 주 라 가리가 ~)는 줄여서 토니(스페인어: Toni)로도 알려진 스페인의 전 축구 선수로, 현역 시절 골키퍼였고, 현재 골키퍼 코치이다.
그는 9년에 걸쳐 236번의 라 리가 경기에 출전했는데, 이 중 7시즌을 에스파뇰에서 활동했다. 그는 라요 바예카노와 아틀레티코 마드리드에서도 1부 리그 경기에 출전했었다.
토니는 1992년 하계 올림픽에서 스페인의 금메달을 획득한 주역들 중 하나이기도 했다.

## 클럽 경력
히메네스는 카탈루냐 주 바르셀로나 도 라 가리가 출신으로, 바르셀로나의 3군에서 활동한 적이 있는데, 그는 이곳에서 성인 무대에 본격적으로 자신을 드러냈다. 그는 이웃 피게레스로 임대되어 프로 무대 신고식을 치렀고, 세군다 디비시온 2년을 보내면서 후보 선수로 머물러 있었다.
1992년, 히메네스는 이전에 사라고사와 맺은 계약을 파기하고 라요 바예카노로 이적했다. 본래 윌프레드 아그보나브바레에 밀린 후보 선수였던 그는, 나이지리아인이 2라운드에서 부상하면서 기회를 잡았고, 로그로녜스를 상대로 자신의 라 리가 첫 경기를 치렀지만, 시즌을 다시 후보 선수로 마쳤다.
이듬해, 히메네스는 당시 2부 리그로 강등된 에스파뇰 감독으로 취임한 호세 안토니오 히메네스를 따라갔다. 그는 에스파뇰에서 6년을 보내는 동안 붙박이 주전으로 활약했고, 에스파뇰 1년차에 최우수 골키퍼로 선정되었었다. 이듬해에는 승격 한 시즌 만에 UEFA컵 진출권을 획득하였고, 6년 동안 거의 300번에 가까운 공식 경기에 출전하였다.
히메네스는 1999년에 아틀레티코 마드리드로 이적했지만, 그곳에서 전혀 성공적이지 못한 3년을 보냈다. 호세 프란시스코 몰리나에 밀렸던 아틀레티코에서의 첫 시즌에 수도 연고 구단은 설상가상으로 시즌 끝에 강등을 당했다. 더 나아가서, 친정 에스파뇰을 상대한 코파 델 레이 결승전 전 동료 라울 타무도에게 공중에 뜬 공을 뺏겨 1-2로 석패하였다.
히메네스는 엘체에서 다시 주전 수문장 직위를 차지했지만, 2003년 1월에 하비에르 클레멘테 신임 감독의 부탁으로 1부 리그에 속한 에스파뇰로 복귀했다.
그 다음 시즌이 끝난 후, 그는 34세가 거의 다 되어서 은퇴했다. 그는 은퇴 후에도 에스파뇰의 감독진직을 맡았는데, 2006년 3월에 크리스토발 파롤로 단장이 사표를 내면서 그도 같이 나가게 되었다.
히메네스는 카탈루냐에서 처음으로 감독직을 맡았는데, 지로나의 수석 코치 자리가 가장 먼저 맡은 직위였다. 2009년 5월, 그는 골키퍼 코치로서 에스파뇰에 복귀했고, 2년 후에는 마우리시오 포체티노 감독을 보좌할 수석 코치로 이직했다. 둘은 2013년 1월에 포체티노 감독이 사우샘프턴 감독으로 부임할 때에도 동행하였다.
2014년 5월, 포체티노와 히메네스는 또다른 프리미어리그 구단인 토트넘 홋스퍼로 이적하였다.

## 국가대표팀 경력
히메네스는 비센테 미에라가 바르셀로나 안방에서 열린 1992년 하계 올림픽을 치르기 위해 차출될 당시까지 1부 리그 활약 경력이 없었다. 그러나, 그는 본선 전까지 주전이었던 산티아고 카니사레스를 제치고 금메달을 따는 과정에 있어 전 경기를 1분도 빼먹지 않고 소화하였다.
또한, 히메네스는 1년 동안 성인 국가대표팀 경기에 3번 출전하였는데, 그의 첫 국가대표팀 경기는 카마초 임기에 벌어진 1998년 11월 18일 이탈리아와의 경기로, 살레르노에서 열린 이 경기는 2-2 무승부로 끝났다.
그는 UEFA 유로 2000에 참가할 3번째 골키퍼로 예상되었지만, 그가 아닌 19살의 이케르 카시야스가 대신 국가대표팀에 발탁되었다.

## 수상

### 클럽
에스파뇰
- 세군다 디비시온: 1993–94

아틀레티코 마드리드
- 코파 델 레이 준우승: 1999–2000[4]

### 국가대표팀
스페인 U-23
- 하계 올림픽: 1992[15]

### 개인
- 트로페오 리카르도 사모라: 1997–98, 1993–94 (세군다 디비시온)[1]